# Billie’s Bounce

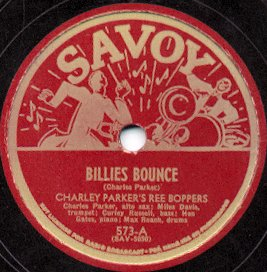
Bild einer Platte von Savoy Records aus den 1940er Jahren

Billie’s Bounce ist ein Jazzstandard, den Charlie Parker 1945 komponierte und erstmals einspielte. Zunächst als Instrumentaltitel konzipiert, verfassten später sowohl Eddie Jefferson als auch Jon Hendricks Texte.

## Kennzeichen des Titels
Billie’s Bounce ist ein zwölftaktiger Blues in F, zugleich aber „eine abstrakte, modernistische Linie voller Quart- und Quintsprünge“. Sein Signalmotiv mit der Tonfolge f, d und f lässt den Titel des Stücks, Billie’s Bounce, anklingen. Die Melodie scheint zudem im Dreivierteltakt verfasst: „Das Signalmotiv (f-d-f) erscheint im Thema fünfmal und markiert mit seinem ersten Ton mal den ersten, dann den vierten, den dritten und schließlich den zweiten Taktschlag“ (wobei es jeweils ein Achtel davor liegt).
Es ist unklar, ob das Stück, das rhythmisch an eine Bounce erinnert, tatsächlich Billie Holiday gewidmet ist; es ist auch möglich, dass es dort um Parkers damaligen Agenten Billy Shaw oder sogar dessen Sekretärin Billie Miller geht.

## Erste Aufnahme
Billie’s Bounce entstand im Rahmen der legendären „Koko-Session“ für Savoy Records, wo sehr überhastet ein Quintett zusammengestellt wurde, das am 26. November 1945 ins Studio ging. Das Quintett (zu dem neben Parker und Miles Davis, Dizzy Gillespie – als Pianist! – sowie Curley Russell und Max Roach gehörten) brauchte fünf Anläufe, bis das Stück mit einem Metronomwert von 165 aufgenommen war. Nach vier Takten Einleitung wurde zweimal das Thema vorgestellt, dann folgte das Altsaxophon-Solo Parkers über vier Chorusse; daran schloss sich ein Trompetensolo von Davis über zwei Chorusse an, bevor das Thema noch zweimal gespielt wurde. „Paker blies eines seiner melodischsten, einprägsamsten Soli, Grundlehrstoff für Generationen von Saxophonschülern.“
2002 wurde diese Aufnahme in die Grammy Hall of Fame aufgenommen.

## Spätere Aufnahmen
Billie’s Bounce wurde seit den 1950er Jahren auch von anderen Musikern aufgenommen. Zunächst spielte Ben Webster mit dem Modern Jazz Quartet 1953 das Stück ein; es folgten Versionen von Shelly Manne (The Three and the Two, 1954), Stan Getz und J. J. Johnson (1957), Wes Montgomery (1957), Bud Powell (1958) und Red Garland. Auch Swinggrößen wie Count Basie nahmen das Stück ebenso wie Ella Fitzgerald oder Betty Roche auf. Albert Ayler nutzte die Melodie 1963 für eine frühe Exkursion in den Free Jazz. Auch später sprach das Thema die Avantgardisten an: das Vienna Art Orchestra spielte das Thema als Kontrapunkt zu zwei Bluesmelodien von Thelonious Monk; das String Trio of New York verwendete es als Gegenstimme zu Parkers Bloomdido. Manfred Mann unterlegte 1987 dem Stück einen Disco-Beat.